# 科列希納
49°27′53″N 33°21′46″E / 49.46472°N 33.36278°E
科列希納（烏克蘭語：Корещина），是烏克蘭中部的村莊，隸屬波爾塔瓦州的克雷門丘克區。該村處於澤姆良基和西連基之間，面積1.23平方公里，海拔高度110米，2001年人口195。